# Lacinipolia pensilis
Lacinipolia pensilis là một loài bướm đêm trong họ Noctuidae.